# Dreher Alkoholmentes
A Dreher Alkoholmentes a Dreher Sörgyárak Zrt. által gyártott sör.

## Általános leírás
Ízjellemzők:
Sok alkoholmentes sörtől eltérően, az alkohol utólagos kivonásával készül ez a kellemes malátás ízű, enyhén maláta és komló illatú, aranysárga színű, tükrös tisztaságú, frissítő jellegű Dreher alkoholmentes sör. Hosszan tartó, szép hab jellemzi.
Összetevők: víz, árpamaláta, komló, komlókivonat
Alkohol tartalom: 0,5% V/V
Kiszerelés: 0,5 l-es és 0,33l-es üveges